# Johannes VIII. (Gegenpapst)
Der Diakon Johannes wurde Ende Januar 844 nach dem Tod von Papst Gregor IV. von der Bevölkerung Roms zum Papst erhoben. Er ließ Kriegsgerät heranschaffen, um gewaltsam in den Lateranpalast einzudringen. Als kurz darauf Sergius II. zum rechtmäßigen Papst gewählt wurde, verurteilte dieser Johannes zu einer Klosterhaft.
In der Zählung des Liber Pontificalis wird er als Johannes VIII. und als Gegenpapst geführt.